# Amerika
Amerika – piosenka niemieckiego zespołu Rammstein, pochodząca z czwartego albumu grupy zatytułowanego Reise, Reise. Jest także drugim singlem promującym płytę. Fragment refrenu (a dokładniej wersy We’re all living in America, Amerika ist wunderbar) wykorzystany został jako motyw zamykający odcinki serialu Ugly Americans tworzonego dla Comedy Central.

## Interpretacja
Utwór traktuje o sposobie, w jaki Amerykanie traktują świat – wszędzie można natknąć się na wpływy kultury amerykańskiej. Amerika jest jedną z niewielu piosenek Rammsteinu, w której używany jest język inny niż niemiecki – w refrenie pojawiają się słowa śpiewane po angielsku, będące parafrazą utworu The Beatles:
We’re all living in America (Wszyscy żyjemy w Ameryce)
Amerika ist wunderbar (Ameryka jest cudowna)
We’re all living in America (Wszyscy żyjemy w Ameryce)
Amerika, Amerika (Ameryka, Ameryka)
We’re all living in America (Wszyscy żyjemy w Ameryce)
Coca-Cola sometimes war (Coca-cola, czasem wojna)
We’re all living in America (Wszyscy żyjemy w Ameryce)
Amerika Amerika (Ameryka, Ameryka)

## Odbiór
Amerika została negatywnie przyjęta przez część społeczeństwa amerykańskiego. Przeciwnicy piosenki oskarżają autorów o wzbudzanie nastrojów antyamerykańskich. Końcowe słowa piosenki zdają się potwierdzać te zarzuty:
This is not a love song (To nie jest pieśń miłosna)
This is not a love song (To nie jest pieśń miłosna)
I don’t sing my mother tongue (Nie śpiewam w ojczystym języku)
No, this is not a love song (Nie, to nie jest pieśń miłosna)
Inni twierdzą jednak, że piosenka wymierzona została w amerykańskie przedsiębiorstwa, opanowujące światowe rynki (w piosence wspomina się o coca-coli czy Myszce Miki pod Paryżem – Disneylandzie).

## Teledysk
Teledysk koncentruje się głównie na wątku sfingowanego lądowania Amerykanów na Księżycu. Wiele razy pojawiały się tezy, według których lądowanie na Księżycu z 20 lipca 1969 roku było zwykłym oszustwem Amerykanów, mającym na celu wyprzedzenie Związku Radzieckiego w kosmicznym wyścigu. Motyw ten został podchwycony przez zespół i wykorzystany w teledysku. W klipie zobaczyć można członków zespołu ubranych w skafandry amerykańskich astronautów, chodzących po powierzchni Księżyca.
Drugim wątkiem, na którym skoncentrowano się w teledysku, jest nadmierna amerykanizacja świata, przenoszenie amerykańskich zwyczajów i korporacji na inne grunty. Zobaczyć można na przykład świętego Mikołaja odwiedzającego dzieci w Afryce, ludzi z europejskich i azjatyckich krajów (m.in. Hindusów i muzułmanów), jedzących hamburgery, chodzących w obuwiu firmy Nike czy palących amerykańskie papierosy.
Nie zabrakło także elementów prześmiewczych, jak na przykład nieporadność Amerykańskich kosmonautów przy składaniu flagi czy gra na flipperach na powierzchni Księżyca. Teledysk kończy się sceną, w której okazuje się, że rzekome lądowanie na Księżycu jest zwykłym oszustwem – wszystko nagrywane jest w studio filmowym.

## Spis utworów na singlu
1. Amerika
2. Amerika (English Version)
3. Amerika (Digital Hardcore Mix by Alec Empire)
4. Amerika (Western Remix by Olson Involtini)
5. Amerika (Andy Panthen & Mat Diaz’s Clubmix)
6. Amerika (Electro Ghetto Remix by Bushido & Ilan)
7. Amerika (Jam & Spoon So kann’s gehen Mix)
8. Mein Herz brennt (Orchesterlied V, Album Version)

## Spis utworów na singlu (promo edition)
1. Amerika (3:48)
2. Amerika (Digital Hardcore Mix by Alec Empire) (3:49)
3. Mein Herz brennt (4:39)
4. Ich will (Orchesterlied II) (5:34)

## Spis utworów na singlu (vinyl)
1. Amerika
2. Wilder Wein (demo 1994)

## Amerikana koncertach
Podczas wykonywania utworu na żywo klawiszowiec, Christian Lorenz, jeździ wokoło na segwayu, a z działek wysypywane są confetti w kolorach amerykańskiej flagi – białym, niebieskim i czerwonym.
W czasie koncertu, który odbył się 30 lipca 2005 w Göteborgu, wokalista – Till Lindemann – doznał kontuzji kolana, kiedy Lorenz niechcący wjechał w niego segwayem. Z tego powodu odwołano zaplanowane koncerty w Azji.

## 30 ton – lista przebojów
| 30 Ton Lista Przebojów |           |       |       |       |       |       |       |       |       |
| Data notowania (2004)  | 09/10     | 16/10 | 23/10 | 30/10 | 06/11 | 13/11 | 20/11 | 27/11 | 04/12 |
| Pozycja                | 23 nowość | 4     | 6     | 7     | 13    | 16    | 21    | 30    | 30    |